# Pariambia rubrirena
Pariambia rubrirena är en fjärilsart som beskrevs av De Joannis 1928. Pariambia rubrirena ingår i släktet Pariambia och familjen nattflyn. Inga underarter finns listade i Catalogue of Life.